# برنارد جوزيف هارينجتون
برنارد جوزيف هارينجتون (بالإنجليزية: Bernard Joseph Harrington)‏ هو كاهن كاثوليكي أمريكي، ولد في 6 سبتمبر 1933 في ديترويت في الولايات المتحدة.